# (444) Giptis
(444) Giptis es un asteroide que forma parte del cinturón de asteroides y fue descubierto por Jérôme Eugène Coggia el 31 de marzo de 1899 desde el observatorio de Marsella, Francia.

## Designación y nombre
Giptis recibió al principio la designación de 1899 EL.
Más adelante se nombró por la legendaria princesa celta Giptis.

## Características orbitales
Giptis está situado a una distancia media de 2,769 ua del Sol, pudiendo alejarse hasta 3,255 ua. Tiene una inclinación orbital de 10,28° y una excentricidad de 0,1756. Emplea en completar una órbita alrededor del Sol 1683 días.